# Venetiko (Messénie)
Venetiko (řecky Βενέτικο) je neobydlený malý ostrov v Messénii v Jónském moři. Nachází se u jihozápadního cípu Peloponésu, jižně od mysu Akritas, východně od ostrovů Sapientza, Santa Marina a Schiza a počítá se do souostroví Inoussy. Nejvyšší bod je 183 m nad mořem.
Jeho antické jméno bylo Theganoussa (Θηγανούσσα), Pausaniás jej zmiňuje jako „pustý ostrov“.
Ostrov je označen jako oblast pro potápění. Je registrován v ekologické soustavě Natura 2000 EU jako chráněné území spolu s ostrovy Sapientza, Schiza a mysem Akritas.